# 田部長右衛門 (22代)

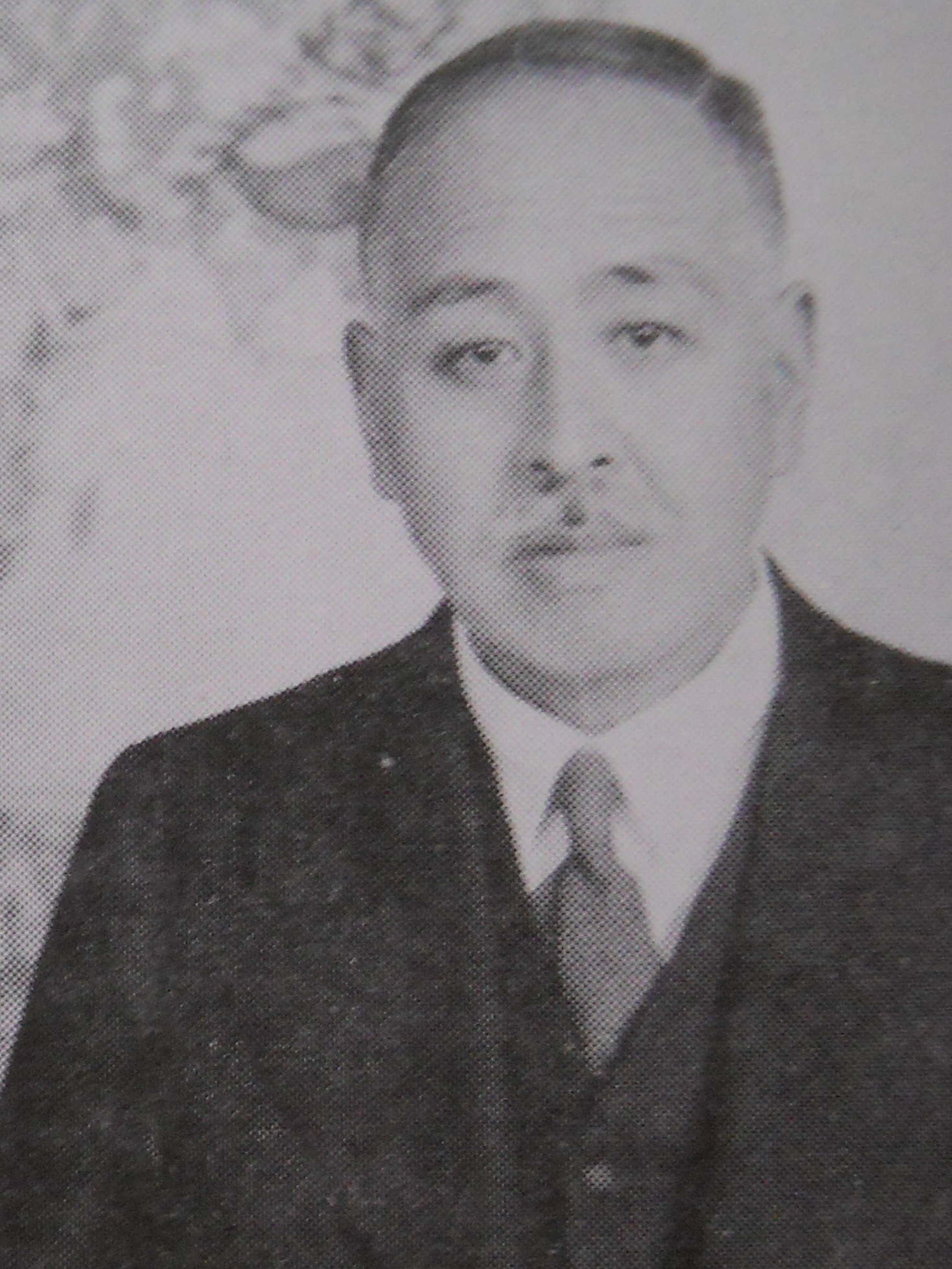
田部家22代目長右衛門
（昭和17年）

22代目田部 長右衛門（22だいめ たなべ ちょうえもん　1878年（明治11年）1月31日 - 1956年（昭和31年）6月11日）は日本の実業家・政治家。奥出雲の山林大地主田部家の第22代当主。貴族院議員。農業。島根県多額納税者。勲四等。旧姓は宇山、名は茂秋。
田部長右衛門 (23代)は二男。田部長右衛門 (21代)は養父。

## 来歴・人物
島根県能義郡伯太町母里（現在の安来市）の宇山清左衛門の三男に生まれ、飯石郡吉田村、田部長秋の養子となる。1926年（大正15年）家督を相続し前名種之助を改む。
1903年（明治36年）早稲田大学政治科を卒業。家業を継ぎ農業に従事する。
島根県農会副会長、日本勧業銀行島根地方顧問、島根地方森林会議員、大日本山林会・帝国森林会各評議員、山陰合同銀行取締役等その他種々の名誉職を歴任した。その間1939年（昭和14年）島根県多額納税者として貴族院議員に互選され、同年9月29日に就任し、研究会に所属して1947年（昭和22年）5月2日の貴族院廃止まで在任した。
1947年、家督を田部長右衛門 (23代)に譲って引退し、1956年6月、自邸において死去した。

## 家族・親族

### 田部家
（島根県飯石郡吉田村）

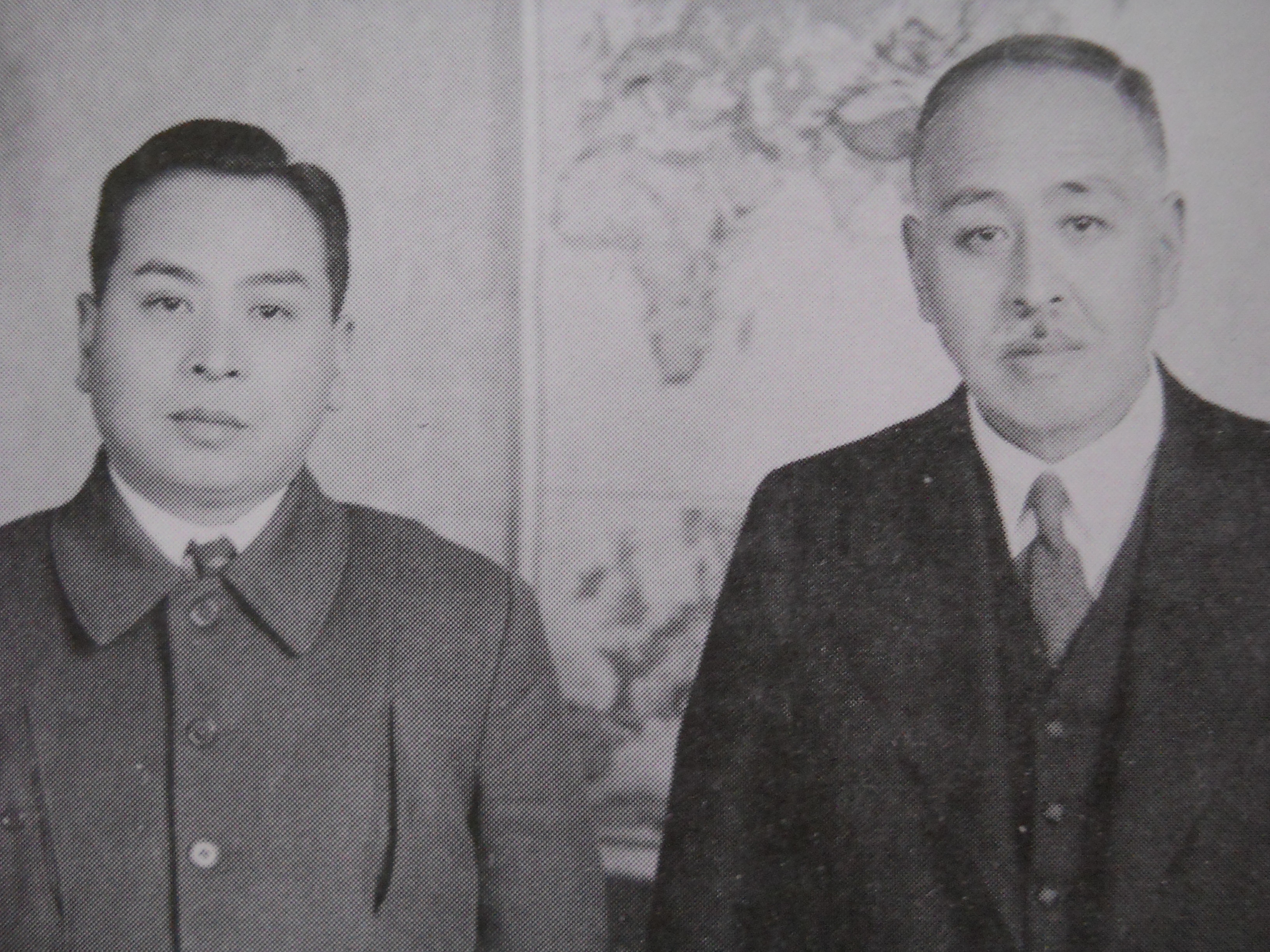
田部家23代目長右衛門（左）と22代目長右衛門（右）
（昭和17年）

- 養父・長秋（島根、宇山清左衛門弟[3]、島根県多額納税者[6]、鑛業[6]、島根県平民[6]、21代目田部長右衛門）

嘉永3年（1850年）9月生 - 没
- 養妹・斐[3]（島根県人江角泰助に嫁す[3]）

明治14年（1881年）生 - 没
- 妻・梅野[3]（島根、福井本太郎二女[3]）

明治25年2月生 - 没
- 男・朋之[3]（実業家、政治家、23代目田部長右衛門）

明治38年（1905年）3月生 - 昭和54年（1979年）9月没
- 女・悦子[3]（島根県人宇山眞に嫁す[3]）

明治43年（1910年）3月生 - 没